# Elaliite
L'elaliite est un minéral naturel de formule Fe9PO12 (ou Fe2+8Fe3+(PO4)O8), d'abord découvert après avoir été synthétisé en laboratoire dans les années 1980 puis identifié dans un matériau naturel en 2022, date à laquelle lui a été attribuée sa désignation minérale officielle. Le minéral est orthorhombique, de groupe d'espace Cmmm (groupe d'espace 65).

## Histoire
L'elaliite a d'abord été découverte dans un laboratoire français avec la production d'une version synthétique de ce minéral dans les années 1980. N'étant pas, à cette époque, un composé naturel, il n'a pas tout de suite été classé comme minéral et il a fallu attendre sa découverte dans la nature pour qu'il le soit.
L'elaliite a été identifiée pour la première fois dans la nature par des scientifiques de l'Université de l'Alberta. Ces derniers l'ont identifié dans un échantillon de 70 grammes prélevé sur la météorite El Ali,. L'elaliite a été nommé d'après le district d'El Ali en Somalie où la météorite a été trouvée.
L'identification de ce minéral a été faite par Andrew Locock, chef du laboratoire de microsonde électronique de son université et classifié par le géologue Chris Herd. Locock a également identifié le premier spécimen naturel d'elkinstantonite dans le même échantillon,. Sur la même météorite, les recherches, effectuées en collaboration avec l'Université de Californie à Los Angeles (UCLA) et  l'Institut technologique de la Californie (CalTech) ont identifié un troisième minéral dénommé olsénite.
L'avenir de la météorite El Ali, d'un poids de 15 tonnes et qui a attiré l'attention de la communauté scientifique en 2020, est incertain car elle aurait été vendue et expédiée en Chine.

## Caractéristiques
Le minéral est  classé comme orthorhombique, de groupe d'espace Cmmm (groupe d'espace 65).